# Martialis van Limoges

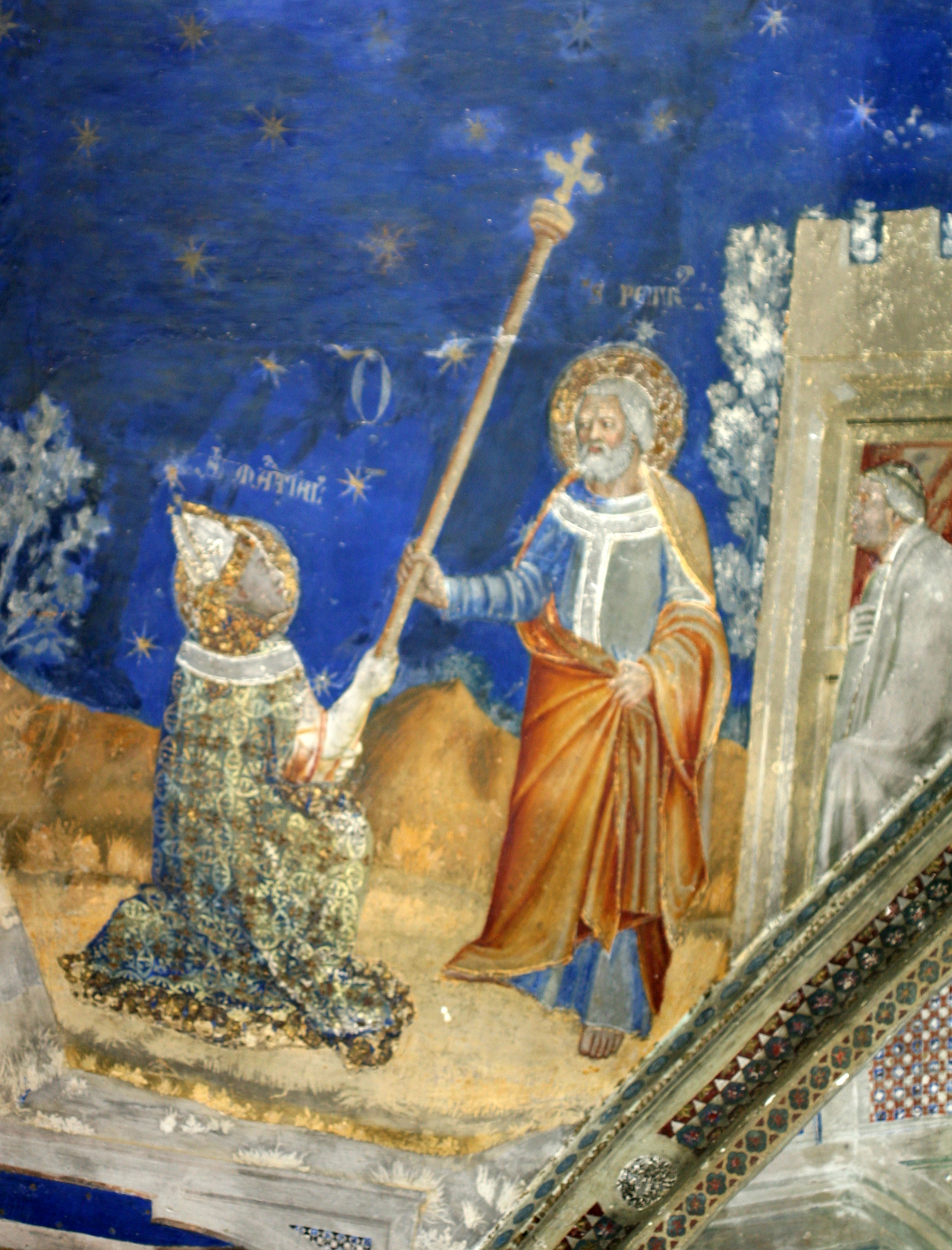
Martialis (links) ontvangt een staf van Petrus (midden), fresco in de Sint-Martialiskapel in het pausenpaleis (Avignon)

Martialis van Limoges (overleden circa 250) was een missionaris en bisschop actief in de streek van Limoges. Volgens de 6e-eeuwse bisschop Gregorius van Tours was Martialis een van de zeven eerste missionarissen die vanuit Rome naar Gallië werden gezonden om het gebied te kerstenen. Dit waren verder Gatianus van Tours, Trophimus van Arles, Paulus van Narbonne, Saturninus van Toulouse, Dionysius van Parijs en Austremonius van Clermont. Als zijn gezellen worden Alpinianus en Austriclinianus genoemd. Zij zouden de marteldood gestorven zijn tijdens de christenvervolgingen onder keizer Decius, die keizer was tussen 249 en 251. Ze werden begraven bij Limoges en hun grafplaats werd een bedevaartsoord. Op deze plaats zouden zich talrijke wonderen hebben voorgedaan.
In de 10e en 11e eeuw ontstonden allerlei legenden over Sint-Martialis, veelal gestuurd vanuit de Sint-Martialisabdij van Limoges. Hij werd in deze legenden een van de eerste 72 apostelen die door Jezus werden uitgestuurd. Hij werd ook geïdentificeerd met het kind dat broden en vissen aanbracht voor de worderbaarlijke broodvermenigvuldiging uit het Johannesevangelie. Hij zou van Joodse afkomst zijn, uit de stam van Benjamin. Tegelijk zou hij familie zijn geweest van de heilige Stefanus. Deze legenden bevatten allerlei inconsistenties, zowel naar chronologie als naar inhoud.
Martialis wordt afgebeeld als bisschop of als abt, vaak met een boek en soms in het gezelschap van Petrus, die hem volgens een legende zou hebben gedoopt. Zijn feestdag is 30 juni.